# Rudolf von Bercken (General, 1824)
Theodor Kasimir Rudolf von Bercken (* 12. März 1824 in Wehlau; † 3. April 1898 in Berlin) war ein preußischer General der Infanterie.

## Leben

### Herkunft
Rudolf war ein Sohn des preußischen Majors a. D. Karl Wilhelm Rudolf von Bercken (1794–1857) und dessen ersten Ehefrau Johanna Albertine, geborene Schulz (1800–1831).

### Militärkarriere
Bercken besuchte die Kadettenhäuser in Kulm und Berlin. Am 12. August 1841 wurde er als Sekondeleutnant dem 1. Infanterie-Regiment der Preußischen Armee überwiesen. Kurzzeitig war er von April bis Ende September 1850 als Adjutant des II. Bataillons im 1. Landwehr-Regiment in Wehlau kommandiert, wurde anschließend zum Regimentsadjutant ernannt und in dieser Stellung Anfang Dezember 1854 zum Premierleutnant befördert. Vom 12. März 1857 bis zum 15. März 1860 war Bercken als Adjutant der 4. Infanterie-Brigade nach Danzig kommandiert, stieg Ende Mai 1859 zum Hauptmann und wurde dann Mitte März 1860 als Kompaniechef in das 1. Schlesische Grenadier-Regiment (Nr. 10) versetzt. Kurzzeitig fungierte Bercken im Frühjahr als Kompanieführer beim II. Bataillon im 10. Landwehr-Regiment in Oels und kam am 8. Mai 1860 in gleicher Eigenschaft in das 10. kombinierte Infanterie-Regiment, aus dem sich Anfang Juli das 3. Niederschlesische Infanterie-Regiment (Nr. 50) formierte. Er führte 1864 seine 6. Kompanie im Feldzug gegen Dänemark, avancierte im November 1865 zum Major und wurde am 6. April 1866 zum Kommandeur des II. Bataillons ernannt. Als solcher nahm er 1866 während des Krieges gegen Österreich an der Schlacht bei Königgrätz teil. Dabei gelang es ihm das Dorf Nedelist trotz heftiger Gegenwehr sowie später im Verbund mit dem Füsilier-Bataillon seines Regiments das Dorf Briza einzunehmen. Während dieser Kampfhandlungen konnten seine unterstellten Truppen 15 Geschütze erobern und rund 5000 Gefangene einbringen. Für diesen Erfolg wurde er am 16. September 1866 mit dem Orden Pour le Mérite ausgezeichnet.
Nach dem Friedensschluss wurde Bercken am 10. November 1868 als Kommandeur des I. Bataillons im 2. Oberschlesischen Infanterie-Regiment Nr. 23 nach Neiße versetzt und Mitte Juni 1869 zum Oberstleutnant befördert. Während des Krieges gegen Frankreich führte er sein Bataillon 1870/71 vor Paris, erhielt das Eiserne Kreuz II. Klasse und wurde nach kurz vor dem Frieden von Frankfurt mit der Führung des Königs-Grenadier-Regiment (2. Westpreußisches) Nr. 7 beauftragt. Am 3. Juni 1871 folgte seine Ernennung zum Regimentskommandeur sowie am 18. August 1871 die Beförderung zum Oberst. Nachdem Bercken Mitte September 1875 das Ritterkreuz des Königlichen Hausordens von Hohenzollern erhalten hatte, wurde er am 11. März 1876 unter Stellung à la suite seines Regiments zum Kommandeur der 9. Infanterie-Brigade in Frankfurt (Oder) ernannt. In dieser Stellung am 22. März 1876 zum Generalmajor befördert, übernahm Bercken am 18. November 1880 den Posten als Kommandant von Berlin. Am 14. Juni 1881 erhielt er den Rang und die Gebührnisse eines Divisionskommandeurs und stieg am 28. Juni 1881 zum Generalleutnant auf. Vom 13. Dezember 1881 bis zum 2. November 1885 war Bercken Kommandeur der 29. Division in Freiburg im Breisgau. Anschließend wurde er zum Gouverneur von Metz ernannt und Mitte September 1886 mit dem Roten Adlerorden I. Klasse mit Eichenlaub und dem Emailleband des Kronenordens ausgezeichnet. Unter Verleihung des Charakters als General der Infanterie stellte man Bercken am 27. Januar 1888 mit der gesetzlichen Pension zur Disposition. Nach seiner Verabschiedung erhielt er am 22. März 1897 noch die Krone zum Roten Adlerorden I. Klasse mit Eichenlaub.
Er wurde nach seinem Tod am 6. April 1898 auf dem Invalidenfriedhof in Berlin beigesetzt.

### Familie
Bercken verheiratete sich am 19. August 1855 in Danzig mit Marie Pustar (1835–1912). Sie war die Tochter des preußischen Rittmeisters a. D. und Landrats des Kreises Danzig Ferdinand Gustav Pustar. Aus der Ehe gingen folgende Kinder hervor:
- Johanna Marie (* 1856)
- Johanna (*/† 1858)
- Gotthilf Karl Gustav Rudolf (1859–1920), preußischer Generalmajor ⚭ 18. September 1893 Helene Flies (* 25. Oktober 1864)
- Karl August Gustav (* 1860), ausgewandert nach Amerika
- Anna Hedwig (1862–1874)
- Hermann Konstantin Franz (1863–1922), preußischer Generalmajor

⚭ 8. Februar 1891 (Scheidung) Elsa von Bagensky (1870–1951)
⚭ 8. Oktober 1900 Klara Charlotte Frederike Gertrud Lieberkühn (* 1. Februar 1877)